# Megamix
En megamix är vanligtvis en rad olika låtar med diverse artister som spelas i ett och samma spår, som en lång låt där de mixats samman. Vanligt förekommande är att de discjockeyer som mixat spåret gjort övergångarna underhållande med till exempel a cappella, roliga samplingar osv. 
En liknande mix fast med en och samma artist kallas på svenska för potpurri och på engelska för medley.